# Programa Forte em Sociologia do Conhecimento
O Programa Forte em Sociologia do Conhecimento ou Programa Forte teve início nos anos 1970. Ele foi criado na Universidade de Edimburgo e o principal e o mais influente representante é o sociólogo e filósofo David Bloor. No que diz respeito à filosofia da ciência, ele foi influenciado, sobretudo, pela obra de Thomas Kuhn.
Bloor considera que há quatro princípios gerais que definem o Programa Forte. São eles: da causalidade, da imparcialidade, da simetria e da reflexividade. Esses princípios definem o que Bloor chama de “programa forte da sociologia do conhecimento” e estão amalgamados com os traços científicos colocados por Durkheim , Mannheim e Znaniecki, que são os sociólogos mais citados. Para mostrar a plausibilidade de seu programa forte ele discute e combate algumas críticas e objeções colocadas à Sociologia do Conhecimento.
Os quatro princípios fundamentais que a sociologia do conhecimento deveria aderir, descritos a seguir, são uma garantia para incorporar os mesmos valores assegurados a outras disciplinas científicas:
Ela deverá ser causal, ou seja, interessada nas condições que ocasionam as crenças ou os estados de conhecimento. Naturalmente, haverá outros tipos de causas além das sociais que contribuirão na produção de uma crença.

    Ela deverá ser imparcial com respeito à verdade e à falsidade, racionalidade e irracionalidade, sucesso e fracasso. Ambos os lados dessas dicotomias irão requerer explicação.
   Ela deverá ser simétrica em seu estilo de explicação. Os mesmos tipos de causa deverão explicar, digamos, crenças verdadeiras e falsas.

    Ela deverá ser reflexiva. Seus padrões de explicação terão que ser aplicáveis, a princípio, à própria Sociologia. Assim como a condição de simetria, essa é uma resposta à necessidade da busca por explicações gerais.— BLOOR, D. Conhecimento e imaginário social.

## Ligações Externas
- RIOS, Maurício Cavalcante. O Programa Forte e o Relativismo Epistêmico.